# Siegfried Lerdon
Siegfried Lerdon   (Frankfurt del Main, 8 d'agost de 1905 - Frankfurt del Main, 9 d'octubre de 1964) va ser un tirador d'esgrima alemany que va competir durant les dècades de 1930 i 1940.
El 1936 va prendre part en els Jocs Olímpics de Berlín, on disputà tres proves del programa d'esgrima. Guanyà la medalla de bronze en la prova del floret per equips, mentre en la prova d'espasa per equips fou quart i en la d'espasa individual quedà eliminat en semifinals.
En el seu palmarès també destaca una medalla de bronze al Campionat internacional d'esgrima de 1935 i tres campionats nacionals d'espasa (1938, 1939 i 1942).